# Paul Maret
Paul Maret est un homme politique français né le 19 novembre 1832 à Paris et décédé le 2 décembre 1906 à Paris.
Maire de Breuil-en-Vexin, il est élu conseiller général du canton de Limay en 1871, et devient par la suite président du Conseil général de Seine-et-Oise. Il est sénateur de Seine-et-Oise de 1891 à 1906, inscrit au centre gauche.

## Distinctions
- Officier de la Légion d'honneur (30 décembre 1886)[1]
- Officier de l'Instruction publique

## Sources
1. ↑  « Recherche - Base de données Léonore », sur www.leonore.archives-nationales.culture.gouv.fr (consulté le 19 septembre 2023)

- « Paul Maret », dans le Dictionnaire des parlementaires français (1889-1940), sous la direction de Jean Jolly, PUF, 1960 [détail de l’édition]